# 강진군의 향토문화유산
강진군의 향토문화유산은 「문화재보호법」에 따라 문화재로 정의된 것 중 국가지정문화재, 전라남도 지정문화재 및 문화재 자료를 제외하고 인위적, 자연적으로 형성된 향토적인 유산으로서 역사적, 예술적, 학술적, 경관적 가치가 큰 것과 이에 준하는 고고학적 가치를 가진 자료 등을 말하며, 그 유형은 다음과 같다.
1. 향토유형 문화유산 : 건조물, 전적, 서적, 회화, 조각, 고고학자료, 성곽, 명승지, 동·식물자생지, 민속자료 등 유형의 문화적 소산으로서 향토문화 보전에 필요한 것
2. 향토무형 문화유산 : 연극, 음악, 무용, 공예기술, 의식, 음식제조 등 무형의 문화적 소산으로서 향토문화 보존에 필요한 것

## 지정 내역
| 번호 | 그림 | 명칭                                      | 소재지                         | 소유자 (관리자)          | 지정·해제일자                                                           | 비고   |
| ---- | ---- | ----------------------------------------- | ------------------------------ | ------------------------ | ----------------------------------------------------------------------- | ------ |
| 1호  |      | 남원포 봉수대                             | 강진군 마량면 마량리 산41      | 김만식외3                | 2004년 11월 1일 지정                                                    |        |
| 2호  |      | 병영 양로당                               | 강진군 병영면 삼인리 343-1     | 병영양로당               | 2004년 11월 1일 지정                                                    |        |
| 3호  |      | 강진 서산교회                             | 강진군 강진읍 서산리855        | 김경하외4                | 2004년 11월 1일 지정                                                    |        |
| 4호  |      | 박산서원                                  | 강진군 작천면 현산리 1103      | 광산김씨박산대문중       | 2004년 11월 1일 지정                                                    |        |
| 5호  |      | 주봉서원                                  | 강진군 옴천면 영산리 381-16    | 남영선                   | 2004년 11월 1일 지정                                                    |        |
| 6호  |      | 덕호사                                    | 강진군 군동면 덕천리765        | 오종득                   | 2004년 11월 1일 지정                                                    |        |
| 7호  |      | 강수재                                    | 강진군 병영면 도룡리 37        | 김연파                   | 2004년 11월 1일 지정                                                    |        |
| 8호  |      | 군자서원 (君子書院)                       | 강진군 작천면 군자리 507       | 양산김씨회원당파종중     | 2004년 11월 1일 지정, 2009년 2월 24일 명칭 변경                         |        |
| 9호  |      | 화암사 (華巖祠)                           | 강진군 군동면 화산리 686       | 윤재인외1                | 2004년 11월 1일 지정                                                    |        |
| 10호 |      | 금산원 (金山院)                           | 강진군 군동면 금사리 산1-1     | 언양김씨남은공흥자파종중 | 2004년 11월 1일 지정                                                    |        |
| 11호 |      | 상곡사                                    | 강진군 작천면 용상리 625       | 문태식종중               | 2004년 11월 1일 지정                                                    |        |
| 12호 |      | 대계사                                    | 강진군 대구면 계율리 727       | 송창원                   | 2004년 11월 1일 지정                                                    |        |
| 13호 |      | 충정사                                    | 강진군 작천면 용상리 769       | 마종하                   | 2004년 11월 1일 지정                                                    |        |
| 14호 |      | 강덕사                                    | 강진군 군동면 라천리 1044      | 최병채                   | 2004년 11월 1일 지정                                                    |        |
| 15호 |      | 둔덕사                                    | 강진군 도암면 덕서리 436       | 도강김씨양암공파종중     | 2004년 11월 1일 지정                                                    |        |
| 16호 |      | 명곡서원                                  | 강진군 군동면 용소리 240       | 최재신외2                | 2004년 11월 1일 지정                                                    |        |
| 17호 |      | 회선정터                                  | 강진군 병영면 하고리 134       | 하고마을                 | 2004년 11월 1일 지정                                                    |        |
| 18호 |      | 철비거북좌대                              | 강진군 병영면 성동리129-2      | 병영면                   | 2004년 11월 1일 지정                                                    |        |
| 19호 |      | 양건당충효정려각                          | 강진군 작천면 용상리 520       | 장수황씨양건당공파종중   | 2004년 11월 1일 지정                                                    |        |
| 20호 |      | 말무덤                                    | 강진군 작천면 용상리 240-5     | 장수황씨양건당공파종중   | 2004년 11월 1일 지정                                                    |        |
| 21호 |      | [[]]                                      | 강진군                         |                          | 2004년 11월 1일 지정, 해제일자 미상                                     |        |
| 22호 |      | 백운동 계곡                               | 강진군 성전면 월하리 산261-3   | 이상대외3                | 2004년 11월 1일 지정                                                    |        |
| 23호 |      | 조산                                      | 강진군 병영면 성남리 302       | 성남마을                 | 2004년 11월 1일 지정                                                    |        |
| 24호 |      | 중고마을 큰샘                             | 강진군 병영면 중고리 254       | 중고마을                 | 2004년 11월 1일 지정                                                    |        |
| 25호 |      | 사또샘                                    | 강진군 병영면 상락리821-14     | 국유                     | 2004년 11월 1일 지정                                                    |        |
| 26호 |      | 용문사 토불                               | 강진군 도암면 석문리 32        | 유해각                   | 2005년 1월 16일 지정                                                    |        |
| 27호 |      | 방산 윤정기유적                           | 강진군 도암면 항촌리 944       | 윤순오                   | 2005년 1월 16일 지정                                                    |        |
| 28호 |      | 옴천사 아미타불                           | 강진군 옴천면 개산리 391       | 이기연                   | 2005년 1월 16일 지정                                                    |        |
| 29호 |      | [[]]                                      | 강진군                         |                          | 지정일자 미상, 해제일자 미상                                            |        |
| 30호 |      | 여택정․강회정                             | 강진군 대구면 수동리 499       |                          | 2006년 1월 16일 지정, 2009년 2월 2일 해제, 전남 문화재자료 269호로 지정 |        |
| 31호 |      | 효자비                                    | 강진군 작천면 용상리111-2      | 노판식                   | 2009년 2월 2일 지정                                                     |        |
| 32호 |      | 명발당                                    | 강진군 도암면 항촌리 601       | 윤동옥                   | 2009년 2월 2일 지정                                                     |        |
| 33호 |      | 김덕란 의병장 창의록                      | 강진군 강진읍 영파리 810       | 김승석                   | 2010년 3월 3일 지정                                                     |        |
| 34호 |      | 한옥국악전수관                            | 강진군 강진읍 동성리 434-1     | 김현양                   | 2010년 3월 3일 지정                                                     |        |
| 35호 |      | 조경연 생가                               | 강진군 성전면 송월리 311       | 오순화                   | 2010년 3월 3일 지정                                                     |        |
| 36호 |      | 정윤식(한글서예장)                        | 강진군 강진읍 서산리 491-10    | 정윤식                   | 2010년 3월 3일 지정                                                     |        |
| 37호 |      | 하신베틀놀이                              | 강진군 군동면 삼신리 하신마을  | 마정환                   | 2010년 3월 3일 지정                                                     |        |
| 38호 |      | 윤도현(청자대작조형장)                    | 강진군 대구면 사당리 324-1     | 윤도현                   | 2010년 3월 3일 지정                                                     |        |
| 39호 |      | 윤윤섭(청자유약장)                        | 강진군 대구면 사당리 323-17    | 윤윤섭                   | 2010년 3월 3일 지정                                                     |        |
| 40호 |      | 이상림(청자상형장)                        | 강진군 대구면 저두리 254-16    | 이상림                   | 2010년 3월 3일 지정                                                     |        |
| 41호 |      | 영동별신굿                                | 강진군 마량면 영동리 산동마을  | 유재권                   | 2010년 3월 3일 지정                                                     |        |
| 42호 |      | 월촌강강술래                              | 강진군 성전면 송월리 311       | 조형연                   | 2010년 3월 3일 지정                                                     |        |
| 43호 |      | 강진 수성당                               | 강진군 강진읍 남성리 93-1      | 수성당                   | 2011년 4월 4일 지정                                                     | (40호) |
| 44호 |      | 이지호(각자장)                            | 강진군 군동면 화산리 691-2     | 이지호                   | 2011년 4월 4일 지정                                                     | (41호) |
| 45호 |      | 김정옥(야장)                              | 강진군 칠량면 칠량로 80-10     | 김정옥                   | 2011년 4월 4일 지정                                                     | (42호) |
| 46호 |      | 금서당                                    | 강진군 강진읍 영랑생가길 20-17 | 박영숙                   | 2012년 6월 14일 지정                                                    |        |
| 47호 |      | 용혈암지                                  | 강진군 도암면 석문리 산207-9   | 강진군                   | 2012년 6월 14일 지정                                                    |        |
| 48호 |      | 독립만세비                                | 강진군 옴천면 개산중앙길 12-7  | 옴천초등학교             | 2012년 6월 14일 지정                                                    |        |
| 49호 |      | 영랑시집                                  | 강진군 강진읍 영랑생가길 14    | 강진군수                 | 2012년 6월 14일 지정                                                    |        |
| 50호 |      | 박용철 전집 시집                          | 강진군 강진읍 영랑생가길 14    | 강진군수                 | 2012년 6월 14일 지정                                                    |        |
| 51호 |      | 현구생가                                  | 강진군 강진읍 현구길 8-1       | 박석진,김금자            | 2013년 9월 25일 지정                                                    |        |
| 52호 |      | 해남윤씨 죽사동 호군공 추원당             | 강진군 도암면 만년길 168-49    | 윤옥윤                   | 2013년 9월 25일 지정                                                    |        |
| 53호 |      | (구)백양교회                              | 강진군 병영면 백양2길 43-8     | 정종영                   | 2013년 9월 25일 지정                                                    |        |
| 54호 |      | 월남리 원주이씨 가옥                      | 강진군 성전면 월남3길 78-2     | 이효복                   | 2013년 9월 25일 지정                                                    |        |
| 55호 |      | 경회 김영근 문집 등 서적 29권 및 유묵13점 | 강진군 칠량면 율변길 17-2      | 김양석,김환균            | 2013년 9월 25일 지정                                                    |        |
| 56호 |      | 군자서원 소장 고문서 일괄                 | 강진군 작천면 행정길 65-1      | 김권묵                   | 2013년 9월 25일 지정                                                    |        |
| 57호 |      | 남포마을 천제 및 지제                     | 강진군 강진읍 남포리 남포마을  | 김의치(이장)             | 2013년 9월 25일 지정                                                    |        |
| 58호 |      | 사초리 당산제 및 갯제                     | 강진군 신전면 사초리 사초마을  | 박성균                   | 2013년 9월 25일 지정                                                    |        |
| 59호 |      | 방진영(옹기성형장)                        | 강진군 칠량면 보련봉황길 46-2  | 방진영                   | 2015년 3월 2일 지정                                                     |        |

## 참고 문헌
- 강진군 홈페이지 - 고시/공고